# عبد الستار فتح الله
عبد الستار فتح الله (نوفمبر 1931 -) هو مؤلف وعالم وفقيه إسلامي.

## حياته ونشأته
عبد الستار فتح الله سعيد  ولد الشيخ بقرية كفر مساعد مركز إيتاي البارود بمحافظة البحيرة في رجب من العام 1350 هـ وتربى بها، والتحق بالأزهر الشريف، ثم بجامعته.. وعمل مدرسًا للمواد الشرعية بعد تخرجه بمحافظة سوهاج ثم عمل أستاذًا بجامعة الإمام محمد بن سعود الإسلامية بالرياض، وكلية أصول الدين بجامعة الأزهر في القاهرة، وجامعة أم القرى بمكة المكرمة.
- حفظ القرآن الكريم قبل أن يلتحق بمعهد الإسكندرية الديني عام 1364هـ 1945م.
- حصل على الثانوية الأزهرية عام 1950.
- تخرج في كلية أصول الدين بالقاهرة عام 1377هـ 1958م.
- حصل على تخصص التدريس من كلية اللغة العربية 1378هـ.
- واصل الدراسات العليا في كلية أصول الدين (قسم الكتاب والسنة).
- حصل على العالمية من درجة أستاذ (الدكتوراه) عام 1395هـ 1975م.
- أشرف وناقش العشرات من رسائل الماجستير والدكتوراه، وهو عضو المجمع الفقهي بمكة المكرمة، المنبثق من الهيئة الإسلامية العالمية رابطة العالم الإسلامي.

من علماء الأزهر الشريف وعضو سابق بمكتب إرشاد جماعة الإخوان المسلمين بمصر وصاحب أول دكتوراه من داخل السجون المصرية وعضو من أعضاء جبهة علماء الأزهر.

## حبسه
انضم الشيخ عبد الستار فتح الله سعيد لجماعة الإخوان المسلمين، وحوكم في العام 1965 أمام اللواء محمد فؤاد الدجوي في قضية تنظيم 65 التي كان علي رأسها سيد قطب وقضي في السجن عدة سنوات.

## مؤلفاته
له العديد من المؤلفات، أبرزها:
1. «المنهاج القرآني في التشريع».
2. «الغزو الفكري».
3. «معركة الوجود بين القرآن والتلمود».
4. «المدخل إلى التفسير الموضوعي».
5. «العلم والعلماء في ظل الإسلام».